# Kirsten Klose
Kirsten Münchow (poročena Klose), nemška atletinja, * 21. januar 1977, Auetal, Vzhodna Nemčija. 
Nastopila je na poletnih olimpijskih igrah leta 2000, ko je osvojila bronasto medaljo v metu kladiva. Na evropskih prvenstvih je prav tako osvojila bronasto medaljo leta 1998.